# 游詩璟
游詩璟（英語：Joyce Yu，1983年9月4日—），台灣女演員，新竹縣竹東鎮榮樂里客家人，竹北高中、玄奘大學教育人力資源學系畢業。2010年以客家電視台《遊客家搞科學》節目入圍第45屆金鐘獎「兒童少年節目主持人獎」。2014年於三立《世間情》飾演「黃茵離」而打開知名度。2020年跨足當YouTuber經營個人頻道。接演角色曾多為本土劇反派壞女人，爾後加入新東家，決定轉型。

## 作品

### 戲劇
| 年份   | 頻道       | 劇名                  | 角色               |
| ------ | ---------- | --------------------- | ------------------ |
| 2006年 | 民視       | 《意難忘》            | 游安琪             |
| 2006年 | 華視       | 《寶島少女成功記》    | 林柏鳳             |
| 2006年 | 客家電視台 | 《里長你好》          | 羽庭               |
| 2007年 | 客家電視台 | 《美味滿樓》          | 許佳慈             |
| 2008年 | 客家電視台 | 《菸田少年》          | 芬蘭               |
| 2008年 | 三立台灣台 | 《戲說台灣》          | 複數角色           |
| 2008年 | 台視       | 《懷玉傳奇 千金媽祖》 | 秋香               |
| 2009年 | 大愛電視台 | 《台九線上的愛》      | 杜莎莎             |
| 2009年 | 三立台灣台 | 《天下父母心》        | 白海燕             |
| 2009年 | 中視       | 《青梅竹馬》          | 小真               |
| 2010年 | 三立台灣台 | 《家和萬事興》        | 劉燕玲             |
| 2010年 | 大愛電視台 | 《那一年鳳凰花開時》  | 雅婷               |
| 2010年 | 大愛電視台 | 《一閃一閃亮晶晶》    | 正光妹             |
| 2011年 | 客家電視台 | 《阿戇妹》            | 陳思媛             |
| 2011年 | 公視       | 《記得我們愛過》      | 阿芳               |
| 2011年 | 三立台灣台 | 《牽手》              | 白可欣             |
| 2011年 | 大愛電視台 | 《何處是我家》        | 鄭夙娥             |
| 2012年 | 大愛電視台 | 《心和萬事興》        | 姜秀琴             |
| 2012年 | 三立台灣台 | 《天下女人心》        | 郭宜蓁江宜蓁洪宜蓁 |
| 2014年 | 三立台灣台 | 《世間情》            | 黃茵離郭茵離       |
| 2015年 | 三立台灣台 | 《甘味人生》          | 林秋萍翁美姬       |
| 2018年 | 三立台灣台 | 《金家好媳婦》        | 張巧涵             |
| 2019年 | 三立台灣台 | 《炮仔聲》            | 甄凱欣             |
| 2020年 | 華視       | 《若是一個人》        | 王美純             |
| 2022年 | 衛視中文台 | 《我和我的鋼四壁》    | 李玉棠             |
| 2022年 | 台視       | 《美麗人生》          | 楊明珠楊琇瑩       |
| 2023年 | 三立台湾台 | 《天道》              | 江超越             |
| 2024年 | 三立台湾台 | 《願望》              | 高唯芸             |

#### 電視電影
| 年份   | 頻道 | 劇名                       | 角色   |
| ------ | ---- | -------------------------- | ------ |
| 2010年 | 公視 | 人生劇展—《撞神》          | 李妙美 |
| 2012年 | 公視 | 人生劇展—《榆樹青‧朱槿紅》 | 周肖槿 |

### 主持
- 客家電視台《遊客家搞科學》
- 三立台灣台《台灣尚青》

## 獎項紀錄
| 年份   | 頒獎典禮     | 獎項                 | 節目             | 結果 |
| ------ | ------------ | -------------------- | ---------------- | ---- |
| 2010年 | 第45屆金鐘獎 | 兒童少年節目主持人獎 | 《遊客家搞科學》 | 提名 |

## 外部連結
- 游詩璟的Facebook專頁[]
- 游詩璟的新浪微博
- 游詩璟的Instagram帳戶
- YouTube上的游詩璟頻道